# Parmotrema madilynae
Parmotrema madilynae är en lavart som beskrevs av A. Fletcher. Parmotrema madilynae ingår i släktet Parmotrema och familjen Parmeliaceae.   Inga underarter finns listade i Catalogue of Life.